# Martti Lauronen
Martti Lauronen (* 15. Oktober 1913; † 4. Juni 1987) war ein finnischer Skilangläufer.
Lauronen hatte seinen größten Erfolg bei den Nordischen Skiweltmeisterschaften 1938 in Lahti. Dort holte er die Goldmedaille mit der Staffel. Zudem errang er dort den fünften Platz über 18 km. Im selben Jahr wurde er finnischer Meister über 18 km. Bei den Lahti Ski Games 1941 belegte er den zweiten Platz über 18 km.